# Regionalliga 2017-18
La Regionalliga 2017–18 fue la décima temporada de la Regionalliga, la sexta bajo el nuevo formato, y pertenece al cuarto nivel del fútbol alemán.

## Regionalliga Nord
Compiten 18 equipos de los estados de Bremen, Hamburgo, Baja Sajonia y Schleswig-Holstein la sexta temporada de la reformada Regionalliga Nord; permanecen 15 equipos de la temporada pasada y 3 ascendieron de la Oberliga, el campeón de la Niedersachsenliga 2016–17 SSV Jeddeloh y los ganadores de la ronda de ascenso Eutin 08, campeón de la Schleswig-Holstein-Liga 2016–17, y el Altona 93, campeón de la Oberliga Hamburg 2016–17. La temporada empezó el 30 de julio de 2017.
| Pos. | Equipo                      | Pts. | PJ | G  | E  | P  | GF | GC | Dif. | Clasificación                              |
| ---- | --------------------------- | ---- | -- | -- | -- | -- | -- | -- | ---- | ------------------------------------------ |
| 1    | Weiche Flensburg            | 73   | 34 | 21 | 10 | 3  | 61 | 25 | +36  | Clasificación para los playoffs de ascenso |
| 2    | Hamburgo II                 | 72   | 34 | 21 | 9  | 4  | 66 | 31 | +35  |                                            |
| 3    | Wolfsburgo II               | 65   | 34 | 19 | 8  | 7  | 65 | 34 | +31  |                                            |
| 4    | Lübeck                      | 61   | 34 | 19 | 4  | 11 | 55 | 41 | +14  |                                            |
| 5    | Germania Egestorf/Langreder | 54   | 34 | 16 | 6  | 12 | 53 | 45 | +8   |                                            |
| 6    | St. Pauli II                | 51   | 34 | 14 | 9  | 11 | 60 | 44 | +16  |                                            |
| 7    | Jeddeloh                    | 49   | 34 | 15 | 4  | 15 | 57 | 56 | +1   |                                            |
| 8    | Hannover 96 II              | 46   | 34 | 11 | 13 | 10 | 36 | 30 | +6   |                                            |
| 9    | Eintracht Norderstedt       | 45   | 34 | 11 | 12 | 11 | 54 | 58 | −4   |                                            |
| 10   | LSK Hansa                   | 45   | 34 | 12 | 9  | 13 | 41 | 47 | −6   |                                            |
| 11   | Havelse                     | 45   | 34 | 12 | 9  | 13 | 51 | 59 | −8   |                                            |
| 12   | Drochtersen/Assel           | 44   | 34 | 10 | 14 | 10 | 42 | 35 | +7   |                                            |
| 13   | Oldenburgo                  | 40   | 34 | 11 | 7  | 16 | 43 | 52 | −9   |                                            |
| 14   | Eintracht Braunschweig II   | 40   | 34 | 11 | 7  | 16 | 51 | 65 | −14  | Descenso a la Oberliga                     |
| 15   | Schwarz-Weiß Rehden         | 39   | 34 | 10 | 9  | 15 | 45 | 53 | −8   |                                            |
| 16   | Hildesheim                  | 28   | 34 | 6  | 10 | 18 | 25 | 59 | −34  | Descenso a la Oberliga                     |
| 17   | Eutin 08                    | 24   | 34 | 6  | 6  | 22 | 51 | 80 | −29  | Descenso a la Oberliga                     |
| 18   | Altona 93                   | 23   | 34 | 7  | 2  | 25 | 31 | 73 | −42  | Descenso a la Oberliga                     |

Actualizado a los partidos jugados el 16 de mayo de 2018.
 Fuente: soccerway.com
Criterios de clasificación: 1) Puntos; 2) Gol diferencia; 3) Goles marcados

## Regionalliga Nordost
Compiten 18 equipos de los estados de Berlín, Brandeburgo, Mecklemburgo-Pomerania Occidental, Sajonia y Turingia en la sexta temporada de la reformada Regionalliga Nordost; permanecen 15 equipos de la temporada pasada y 3 equipos ascendieron de la Oberliga. El VSG Altglienicke ascendió de la NOFV-Oberliga Nord 2016–17 y el BSG Chemie Leipzig de la NOFV-Oberliga Süd 2016–17. Se jugó un playoff entre los dos subcampeones Optik Rathenow y Germania Halberstadt, para determinar el último participante. El Halberstadt ganó el playoff y ascendió. La temporada empezó el 30 de julio de 2017.
| Pos. | Equipo                  | Pts. | PJ | G  | E  | P  | GF | GC | Dif. | Clasificación                              |
| ---- | ----------------------- | ---- | -- | -- | -- | -- | -- | -- | ---- | ------------------------------------------ |
| 1    | Energie Cottbus         | 89   | 34 | 28 | 5  | 1  | 79 | 14 | +65  | Clasificación para los playoffs de ascenso |
| 2    | Wacker Nordhausen       | 58   | 34 | 15 | 13 | 6  | 48 | 29 | +19  |                                            |
| 3    | BAK 07                  | 56   | 34 | 15 | 11 | 8  | 63 | 47 | +16  |                                            |
| 4    | Dynamo de Berlín        | 54   | 34 | 16 | 6  | 12 | 70 | 50 | +20  |                                            |
| 5    | Babelsberg              | 53   | 34 | 13 | 14 | 7  | 52 | 38 | +14  |                                            |
| 6    | Lokomotive Leipzig      | 53   | 34 | 14 | 11 | 9  | 48 | 36 | +12  |                                            |
| 7    | Germania Halberstadt    | 52   | 34 | 14 | 10 | 10 | 68 | 52 | +16  |                                            |
| 8    | Hertha BSC II           | 48   | 34 | 13 | 9  | 12 | 54 | 45 | +9   |                                            |
| 9    | Union Fürstenwalde      | 47   | 34 | 13 | 8  | 13 | 59 | 52 | +7   |                                            |
| 10   | Meuselwitz              | 43   | 34 | 10 | 13 | 11 | 44 | 44 | 0    |                                            |
| 11   | Auerbach                | 43   | 34 | 10 | 13 | 11 | 48 | 51 | −3   |                                            |
| 12   | Oberlausitz Neugersdorf | 43   | 34 | 11 | 10 | 13 | 47 | 53 | −6   |                                            |
| 13   | Viktoria Berlín         | 42   | 34 | 11 | 9  | 14 | 49 | 54 | −5   |                                            |
| 14   | Budissa Bautzen         | 41   | 34 | 10 | 11 | 13 | 31 | 47 | −16  |                                            |
| 15   | Altglienicke            | 38   | 34 | 9  | 11 | 14 | 30 | 41 | −11  |                                            |
| 16   | Chemie Leipzig          | 35   | 34 | 8  | 11 | 15 | 21 | 51 | −30  | Descenso a la NOFV-Oberliga                |
| 17   | Neustrelitz             | 27   | 34 | 8  | 3  | 23 | 36 | 75 | −39  | Descenso a la NOFV-Oberliga                |
| 18   | Luckenwalde             | 9    | 34 | 1  | 6  | 27 | 25 | 93 | −68  | Descenso a la NOFV-Oberliga                |

Actualizado a los partidos jugados el 12 de mayo de 2018.
 Fuente: soccerway.com
Criterios de clasificación: 1) Puntos; 2) Diferencia de goles; 3) Goles marcados

## Regionalliga West
Competirán 18 equipos del Renania del Norte-Westfalia en la sexta temporada de la reformada Regionalliga West; permanecen 14 equipos de la temporada pasada y 4 ascendieron desde la Oberliga. El SC Paderborn descendió de la 3. Liga 2016-17, pero se espera que mantenga su plaza en la 3. Liga siguiendo el fallo del 1860 Múnich para obtener una licencia para la 3. Liga 2017-18; sin embargo, no ha habido una decisión final aun por parte de la DFB. El KFC Uerdingen ascendió de la Oberliga Niederrhein 2016–17, el TuS Erndtebrück y el Westfalia Rhynern de la Oberliga Westfalen 2016–17 y el FC Wegberg-Beeck de la Oberliga Mittelrhein 2016–17. La temporada empezó el 28 de julio de 2017.
| Pos. | Equipo                      | Pts. | PJ | G  | E  | P  | GF | GC | Dif. | Clasificación                              |
| ---- | --------------------------- | ---- | -- | -- | -- | -- | -- | -- | ---- | ------------------------------------------ |
| 1    | Uerdingen                   | 76   | 34 | 22 | 10 | 2  | 68 | 24 | +44  | Clasificación para los playoffs de ascenso |
| 2    | Viktoria Colonia            | 72   | 34 | 21 | 9  | 4  | 85 | 36 | +49  |                                            |
| 3    | Wuppertaler                 | 56   | 34 | 15 | 11 | 8  | 61 | 47 | +14  |                                            |
| 4    | Borussia Dortmund II        | 55   | 34 | 15 | 10 | 9  | 55 | 46 | +9   |                                            |
| 5    | Rödinghausen                | 53   | 34 | 16 | 5  | 13 | 76 | 63 | +13  |                                            |
| 6    | Alemannia Aachen            | 53   | 34 | 15 | 8  | 11 | 59 | 47 | +12  |                                            |
| 7    | Wiedenbrück                 | 52   | 34 | 15 | 7  | 12 | 55 | 48 | +7   |                                            |
| 8    | Verl                        | 50   | 34 | 11 | 17 | 6  | 47 | 33 | +14  |                                            |
| 9    | Rot-Weiß Oberhausen         | 50   | 34 | 13 | 11 | 10 | 50 | 41 | +9   |                                            |
| 10   | Rot-Weiss Essen             | 49   | 34 | 12 | 13 | 9  | 55 | 43 | +12  |                                            |
| 11   | Wattenscheid                | 45   | 34 | 12 | 9  | 13 | 58 | 52 | +6   |                                            |
| 12   | Borussia Mönchengladbach II | 43   | 34 | 11 | 10 | 13 | 49 | 49 | 0    |                                            |
| 13   | Bonner                      | 38   | 34 | 10 | 8  | 16 | 47 | 62 | −15  |                                            |
| 14   | Colonia II                  | 37   | 34 | 10 | 7  | 17 | 49 | 62 | −13  |                                            |
| 15   | Fortuna Düsseldorf II       | 36   | 34 | 10 | 6  | 18 | 42 | 59 | −17  |                                            |
| 16   | Erndtebrück                 | 26   | 34 | 6  | 8  | 20 | 28 | 67 | −39  | Descenso a la Oberliga                     |
| 17   | Wegberg-Beeck               | 28   | 34 | 7  | 7  | 20 | 37 | 78 | −41  | Descenso a la Oberliga                     |
| 18   | Westfalia Rhynern           | 19   | 34 | 5  | 4  | 25 | 29 | 93 | −64  | Descenso a la Oberliga                     |

Actualizado a los partidos jugados el 13 de mayo de 2018.
 Fuente: soccerway.com
Criterios de clasificación: 1) Puntos; 2) Diferencia de goles; 3) Goles marcados

## Regionalliga Südwest
Competirán 19 equipos de Baden-Wurtemberg, Hesse, Renania-Palatinado y Sarre en la sexta temporada de la Regionalliga Südwest; permanecieron 13 equipos de la temporada anterior y 4 ascendieron de la Oberliga. El Maguncia 05 II y el FSV Frankfurt descendieron de la 3. Liga 2016-17. El TSV Schott Mainz ascendió de la Oberliga Rheinland-Pfalz/Saar 2016–17, el Eintracht Stadtallendorf de la Hessenliga 2016–17 y el SC Freiburg II de la Oberliga Baden-Württemberg 2016–17. Los subcampeones de las otras Oberligas jugaron una ronda de playoff ganada por el Röchling Völklingen. La temporada empezó el 4 de agosto de 2017.
| Pos. | Equipo                   | Pts. | PJ | G  | E  | P  | GF | GC | Dif. | Clasificación                              |
| ---- | ------------------------ | ---- | -- | -- | -- | -- | -- | -- | ---- | ------------------------------------------ |
| 1    | Saarbrücken              | 82   | 36 | 25 | 7  | 4  | 92 | 32 | +60  | Clasificación para los playoffs de ascenso |
| 2    | Waldhof Mannheim         | 71   | 36 | 22 | 5  | 9  | 62 | 32 | +30  | Clasificación para los playoffs de ascenso |
| 3    | Kickers Offenbach        | 66   | 36 | 20 | 6  | 10 | 68 | 43 | +25  |                                            |
| 4    | Friburgo II              | 66   | 36 | 19 | 9  | 8  | 50 | 32 | +18  |                                            |
| 5    | Elversberg               | 56   | 36 | 14 | 14 | 8  | 61 | 43 | +18  |                                            |
| 6    | Hoffenheim II            | 56   | 36 | 14 | 14 | 8  | 57 | 45 | +12  |                                            |
| 7    | Maguncia 05 II           | 51   | 36 | 14 | 9  | 13 | 52 | 56 | −4   |                                            |
| 8    | Steinbach                | 50   | 36 | 14 | 8  | 14 | 53 | 48 | +5   |                                            |
| 9    | Ulm                      | 48   | 36 | 12 | 12 | 12 | 56 | 54 | +2   |                                            |
| 10   | Stuttgart II             | 48   | 36 | 13 | 9  | 14 | 52 | 62 | −10  |                                            |
| 11   | Astoria Walldorf         | 42   | 36 | 11 | 9  | 16 | 58 | 61 | −3   |                                            |
| 12   | Eintracht Stadtallendorf | 42   | 36 | 11 | 9  | 16 | 46 | 63 | −17  |                                            |
| 13   | Wormatia Worms           | 42   | 36 | 12 | 6  | 18 | 49 | 68 | −19  |                                            |
| 14   | FSV Frankfurt            | 41   | 36 | 12 | 5  | 19 | 49 | 66 | −17  |                                            |
| 15   | Koblenza                 | 39   | 36 | 9  | 12 | 15 | 45 | 51 | −6   | Descenso a la Oberliga                     |
| 16   | Hessen Kassel            | 38   | 36 | 12 | 11 | 13 | 53 | 54 | −1   | Descenso a la Oberliga                     |
| 17   | Stuttgarter Kickers      | 36   | 36 | 9  | 9  | 18 | 49 | 72 | −23  | Descenso a la Oberliga                     |
| 18   | Schott Mainz             | 32   | 36 | 9  | 5  | 22 | 44 | 76 | −32  | Descenso a la Oberliga                     |
| 19   | Röchling Völkingen       | 27   | 36 | 6  | 9  | 21 | 39 | 77 | −38  | Descenso a la Oberliga                     |

Actualizado a los partidos jugados el 12 de mayo de 2018.
 Fuente: soccerway.com
Criterios de clasificación: 1) Puntos; 2) Diferencia de goles; 3) Goles marcados

## Regionalliga Bayern
Competirán 19 equipos de Baviera en la sexta temporada de la Regionalliga Bayern; permanecen 14 equipos de la temporada pasada y tres equipos ascendidos de la Bayernliga. El FC Unterföhring ascendió de la Bayernliga Süd, y el VfB Eichstätt de la Bayernliga Nord. El FC Pipinsried ascendió tras vencer al Greuther Fürth II en los playoffs de la Bayernliga 2016–17. Finalmente, en un playoff entre los equipos perdedores, el Greuther Fürth II retuvo su posición en la liga tras vencer al Viktoria Aschaffenburg. El 1860 Múnich descendió de la 2. Bundesliga 2016-17 a la 3. Liga 2017-18, pero fallaron al obtener la licencia y tendrán que competir en la Regionalliga, aunque aun no haya habido una decisión final por la DFB.
| Pos. | Equipo            | Pts. | PJ | G  | E  | P  | GF | GC | Dif. | Clasificación                                          |
| ---- | ----------------- | ---- | -- | -- | -- | -- | -- | -- | ---- | ------------------------------------------------------ |
| 1    | 1860 Múnich       | 83   | 36 | 26 | 5  | 5  | 87 | 27 | +60  | Clasificación para los playoffs de ascenso y DFB-Pokal |
| 2    | Bayern Múnich II  | 74   | 36 | 22 | 8  | 6  | 84 | 41 | +43  |                                                        |
| 3    | Schweinfurt 05    | 68   | 36 | 20 | 8  | 8  | 79 | 52 | +27  |                                                        |
| 4    | Garching          | 56   | 36 | 17 | 5  | 14 | 67 | 67 | 0    |                                                        |
| 5    | Núremberg II      | 55   | 36 | 17 | 4  | 15 | 70 | 61 | +9   |                                                        |
| 6    | Ingolstadt 04 II  | 53   | 36 | 16 | 5  | 15 | 68 | 57 | +11  |                                                        |
| 7    | Eichstätt         | 52   | 36 | 14 | 10 | 12 | 55 | 56 | −1   |                                                        |
| 8    | Augsburgo II      | 50   | 36 | 14 | 8  | 14 | 55 | 45 | +10  |                                                        |
| 9    | Wacker Burghausen | 50   | 36 | 14 | 8  | 14 | 53 | 49 | +4   |                                                        |
| 10   | Illertissen       | 49   | 36 | 12 | 13 | 11 | 50 | 50 | 0    |                                                        |
| 11   | Schalding-Heining | 49   | 36 | 15 | 4  | 17 | 59 | 72 | −13  |                                                        |
| 12   | Greuther Fürth II | 46   | 36 | 13 | 7  | 16 | 44 | 51 | −7   |                                                        |
| 13   | Buchbach          | 46   | 36 | 12 | 10 | 14 | 48 | 56 | −8   |                                                        |
| 14   | Pipinsried        | 44   | 36 | 11 | 11 | 14 | 43 | 62 | −19  |                                                        |
| 15   | 1860 Rosenheim    | 41   | 36 | 9  | 14 | 13 | 44 | 55 | −11  |                                                        |
| 16   | Memmingen         | 39   | 36 | 10 | 9  | 17 | 47 | 58 | −11  | Clasificación para los playoffs de descenso            |
| 17   | Bayreuth          | 38   | 36 | 11 | 5  | 20 | 53 | 79 | −26  | Clasificación para los playoffs de descenso            |
| 18   | Seligenporten     | 36   | 36 | 9  | 9  | 18 | 39 | 58 | −19  | Descenso a la Bayernliga                               |
| 19   | Unterföhring      | 20   | 36 | 3  | 11 | 22 | 36 | 87 | −51  | Descenso a la Bayernliga                               |

Actualizado a los partidos jugados el 12 de mayo de 2018.
 Fuente: soccerway.com
Criterios de clasificación: 1) Puntos; 2) Diferencia de goles; 3) Goles marcados

### Play-offs por la permanencia
Los equipos colocados 16 y 17 de la Regionalliga juegan contra los subcampeones de las dos divisiones de la Bayernliga por dos lugares en la próxima temporada de la Regionalliga. Si el 1860 Múnich pierde el play-off de promoción, solo habrá un lugar disponible en la Regionalliga y los ganadores de los play-offs de descenso jugarán un partido decisivo.
- SpVgg Bayreuth
- FC Memmingen
- TSV Rain am Lech
- TSV Aubstadt

| Equipo 1     | Agr.       | Equipo 2  | Ida   | Vuelta |
| ------------ | ---------- | --------- | ----- | ------ |
| Rain am Lech | 3 − 4      | Memmingen | 3 − 2 | 0 − 2  |
| Aubstadt     | 3 − 3 (v.) | Bayreuth  | 2 − 2 | 1 − 1  |

## Play-offs de ascenso
Los campeones de las cinco ligas regionales y el subcampeón de la Regionalliga Südwest participan en los play-offs de ascenso a la 3. Liga. Los ganadores de los tres juegos de promoción conseguirán el ascenso para la tercera división de la siguiente temporada. No es posible un enfrentamiento de los dos clasificados de la Regionalliga Südwest.
En el caso de una exención de participación de los equipos, o si ningún equipo califica atléticamente de una liga regional, se declararán byes.
Los siguientes equipos calificaron atléticamente para los juegos de ascenso:
- Campeón de la Regionalliga Bayern:  TSV 1860 Múnich
- Campeón de la Regionalliga Nord:  ETSV Weiche Flensburg
- Campeón de la Regionalliga Nordost:  FC Energie Cottbus
- Campeón de la Regionalliga Südwest:  1. FC Saarbrücken
- Subcampeón de la Regionalliga Südwest:  SV Waldhof Mannheim
- Campeón de la Regionalliga West:  KFC Uerdingen 05

El sorteo tuvo lugar el 7 de abril de 2018 en el descanso de medio tiempo del partido de tercera división entre el 1. FC Magdeburg y Karlsruher SC. Para evitar distorsiones de la competencia en los últimos juegos de la temporada, los dos representantes de Südwest no fueron empatados hasta el 27 de abril.
El partido de ida se celebrará el 24 de mayo y el de vuelta el 27 de mayo de 2018.
| Equipo 1         | Agr.  | Equipo 2         | Ida   | Vuelta |
| ---------------- | ----- | ---------------- | ----- | ------ |
| Saarbrücken      | 4 − 5 | 1860 Múnich      | 2 − 3 | 2 − 2  |
| Weiche Flensburg | 2 − 3 | Energie Cottbus  | 2 − 3 | 0 − 0  |
| Uerdingen        | 3 − 0 | Waldhof Mannheim | 1 − 0 | 2 − 0  |

### Partidos
Todos los horarios corresponden al Horario de verano europeo (UTC+2).
| 24 de mayo de 2018, 17:30 | Saarbrücken               | 2:3 (1:1)                     | 1860 Múnich                 | Hermann-Neuberger-Stadion, Völklingen                    |                                                          |
|                           | Jänicke 44' · Schmidt 75' | DFB Reporte Soccerway Reporte | Mölders 1' 84' · Karger 47' | Asistencia: 6800 espectadores Árbitro(s): Guido Winkmann | Asistencia: 6800 espectadores Árbitro(s): Guido Winkmann |

| 27 de mayo de 2018, 14:00 | 1860 Múnich                        | 2:2 (0:1)                     | Saarbrücken                         | Grünwalder Stadion, Múnich                                 |                                                            |
|                           | Mölders 67' (pen.) · Seferings 83' | DFB Reporte Soccerway Reporte | Mauersberger 33' (a.g.) · Jacob 58' | Asistencia: 12 500 espectadores Árbitro(s): Markus Schmidt | Asistencia: 12 500 espectadores Árbitro(s): Markus Schmidt |

- 1860 Múnich ganó en el resultado global con un marcador de 5 - 4, por tanto logró el ascenso a la 3. Liga para la siguiente temporada.

| 24 de mayo de 2018, 19:00 | Weiche Flensburg          | 2:3 (0:3)                     | Energie Cottbus            | Holstein-Stadion, Kiel                                  |                                                         |
|                           | Jürgensen 68' · Guder 90' | DFB Reporte Soccerway Reporte | Mamba 16' · Zimmer 29' 38' | Asistencia: 5972 espectadores Árbitro(s): Robert Kampka | Asistencia: 5972 espectadores Árbitro(s): Robert Kampka |

| 27 de mayo de 2018, 14:00 | Energie Cottbus | 0:0                           | Weiche Flensburg | Stadion der Freundschaft, Cottbus                             |                                                               |
|                           |                 | DFB Reporte Soccerway Reporte |                  | Asistencia: 22 528 espectadores Árbitro(s): Christian Dingert | Asistencia: 22 528 espectadores Árbitro(s): Christian Dingert |

- Energie Cottbus ganó en el resultado global con un marcador de 3 - 2, por tanto logró el ascenso a la 3. Liga para la siguiente temporada.

| 24 de mayo de 2018, 19:00 | Uerdingen   | 1:0 (0:0)                     | Waldhof Mannheim | Schauinsland-Reisen-Arena, Duisburgo                        |                                                             |
|                           | Beister 75' | DFB Reporte Soccerway Reporte |                  | Asistencia: 18 162 espectadores Árbitro(s): Robert Hartmann | Asistencia: 18 162 espectadores Árbitro(s): Robert Hartmann |

| 27 de mayo de 2018, 14:00 | Waldhof Mannheim | 0:2                           | Uerdingen                  | Carl-Benz-Stadion, Mannheim                                 |                                                             |
| | Mayer 32'        | DFB Reporte Soccerway Reporte | Krempicki 29' · Öztürk 39' | Asistencia: 24 263 espectadores Árbitro(s): Patrick Ittrich | Asistencia: 24 263 espectadores Árbitro(s): Patrick Ittrich |
| El partido fue suspendido a los 80 minutos debido al lanzamiento de vengalas y juegos pirotécnicos por parte de la barra del equipo local. La comisión de disciplina de la DFB le otorgó la victoria al KFC Uerdingen por 0-2. |                  |                               |                            |                                                             |                                                             |

- Uerdingen ganó en el resultado global con un marcador de 3 - 0, por tanto logró el ascenso a la 3. Liga para la siguiente temporada.